# Groupe de chasse Alsace
Stíhací skupina „Alsasko“ (francouzsky Groupe de chasse „Alsace“) byla stíhací skupina letectva Svobodné Francie v době druhé světové války. Vyznamenala se v bojích na Blízkém Východě a v Británii. Po skončení války byla začleněna do Francouzského letectva pod označením „stíhací skupina II/2“.

## Vznik a různá označení
- 15. březen 1941: Vzniká jako Première escadrille de chasse (EFC 1) v Ismajlíji v Egyptě. Působila jako flight (letka) 33. perutě Royal Air Force.
- 5. dubna 1941: EFC 1 se stává letkou „C“ 73. perutě RAF.
- září 1941: EFC 1 je rozpuštěna a namísto ní byla na libanonské pláni Bikáa založena Groupe de chasse no 1 „Alsace“
- leden 1943: Groupe de chasse „Alsace“ je ve Skotsku reformována jako No. 341 „Free French“ Squadron RAF, o dvou letkách, 1. „Mulhouse“ a 2. „Strasbourg“

## Velitel EFC 1
- od 15. března 1941: sous-lieutenant James Denis

## Velitelé GC Alsace
- září 1941 - 25. ledna 1942: commandant Jean Tulasne
- 25. ledna 1942 - srpen 1942: commandant Joseph Pouliquen
- srpen 1942 – 9. ledna 1943: capitaine James Denis

## Velitelé 341. peruti RAF
- 9. ledna 1943 – 27. srpna 1943: commandant René Mouchotte†
- 30. srpna 1943 – 1. prosince 1943: commandant Bernard Dupérier
- 1. prosince 1943 – 24. srpna 1944: commandant Christian Martell
- 24. srpna 1944 – 26. srpna 1944: commandant Jacques-Henri Schloesing†
- od 26. srpna 1944: commandant Jacques Andrieux

## Velitelé letek 341. peruti

### 1. letka „Mulhouse“
- 21. ledna 1943 – 25. září 1943: capitaine Christian Martell
- 26. září 1943 – 10. března 1944: lieutenant Marcel Monfort
- 11. března 1944 – 6. července 1944: capitaine Michel Boudier
- 7. července 1944 – 10. listopadu 1944: lieutenant Girardon
- 11. listopadu 1944 – 26. listopadu 1944: capitaine Dider Béguin†
- 27. listopadu 1944 – 13. prosinec 1944: lieutenant Borne
- od 14. prosince 1944: capitaine Tanguy

### 2. letka „Strasbourg“
- 21. ledna 1943 – 25. září 1943: lieutenant Michel Boudier
- 26. září 1943 – 14. května 1944: lieutenant Roos
- 15. května 1944 – 5. července 1944: capitaine Jacques Andrieux
- 6. července 1944 – 7. března 1945: lieutenant Laurent
- 8. března 1945 – 20. dubna 1945: lieutenant Borne†
- od 21. dubna 1945: lieutenant de Larminat

## Bilance válečné činnosti
Stíhací skupina „Alsace“ za války provedla více než 4500 operačních letů o celkové době trvání déle než 9000 hodin, provedla 655 střemhlavých bombardovacích útoků a dosáhla 51 potvrzených vzdušných vítězství a 16 pravděpodobných, potopila 27 plavidel a zničila 500 pozemních vozidel. Ztratila při tom 21 svých pilotů.

## Vyznamenání
- 21. června 1941 byla EFC 1 vyznamenána Ordre de la Libération
- 28. května 1945 obdržela Ordre de la Libération 341. peruť RAF/GC „Alsace“